# Janusz Nasfeter
Janusz Nasfeter (Varsovia, 15 de agosto de 1920 – Varsovia, 1 de abril de 1998) fue un escritor, guionista y director de cine polaco. Se graduó en la Escuela Nacional de Cine, Televisión y Teatro en Łódź (1951). 
En la década de los sesenta dirigió el film bélico Ranny w lesie (1964), el drama bélico psicológico Weekend z dziewczyną (1968), así como el thriller criminal Zbrodniarz i panna (1963) con Zbigniew Cybulski y Niekochana (1966) con Elżbieta Czyżewska.

## Premios
Muy conocido por sus películas infantiles pero con un significado universal, por las cuales recibió numerosos premios en los festivales de cine de Gdańsk, San Sebastián, Moscú, Belgrado, Venecia, Teherán y muchos otros.

## Filmografía selecta
- Królowa pszczół (1977) (Reina de las abejas)
- Nie będę cię kochać (1974) (No te voy a querer)
- Motyle (1973) (Mariposas)
- Ten okrutny, nikczemny chłopak (1972) (Ese chico cruel y malvado)
- Abel, twój brat (1970) (Abel, tu hermano)
- Weekend z dziewczyną (1968) (Fin de semana con una chica)
- Niekochana (1966) (No querida)
- Ranny w lesie (1964) (Herido en el bosque)
- Zbrodniarz i panna (1963) (El criminal y la doncella)
- Kolorowe pończochy (1960) (Medias de colores)
- Małe dramaty (1958) (Pequeños dramas)